# Antonio Villas Boas
Antonio Villas Boas, né le 7 mai 1934 et mort le 17 janvier 1991, est un jeune fermier brésilien, devenu par la suite avocat, qui, en 1957, prétendit avoir été enlevé par des extraterrestres et avoir eu des rapports sexuels avec une humanoïde (en jargon ufologique une rencontre rapprochée du 7e type). Si d'autres affaires similaires circulaient déjà depuis des années, le récit de Villas Boas a toutefois été l'un des premiers récits d'enlèvement à susciter un grand intérêt. Pour les sceptiques, ce récit relève de l'imposture. 

## Le récit de Villas Boas
Au moment de son prétendu enlèvement, Antonio Villas Boas était un fermier brésilien de 23 ans qui travaillait la nuit pour éviter les chaudes températures de la journée.

### L'enlèvement
Le 16 octobre 1957, alors qu'il laboure ses champs près de São Francisco de Sales, il aperçoit, dans le ciel nocturne, ce qu'il décrit comme étant une « étoile rouge ». Selon son récit, cette « étoile » se rapproche de l'endroit où il se trouve, en grossissant jusqu'à prendre l'aspect d'un engin aérien à peu près circulaire ou ovale, avec une lumière rouge sur le devant et une coupole tournante sur le dessus. L'engin amorce sa descente, se posant dans le champ sur trois « jambes ».
Villas Boas tente d'abord de se sauver sur son tracteur, mais après avoir parcouru une courte distance, le moteur et les phares s'arrêtent et il décide de continuer à pied. Il est alors saisi par un humanoïde de 1,50 m de haut qui porte une combinaison grise et un casque. Ses yeux sont petits et bleus, et il ne parle pas une langue humaine mais émet des aboiements et des jappements. Trois êtres semblables se joignent ensuite au premier pour maîtriser Villas Boas, traînant celui-ci à l'intérieur de leur vaisseau.
Une fois à l'intérieur de l'engin, Villas Boas est dépouillé de ses vêtements et oint de la tête aux pieds d'un gel inconnu par des humanoïdes qui semblent communiquer entre eux au moyen de sons ressemblant à des vocalises et des cris d'animaux. Il est ensuite conduit dans une grande salle semi-circulaire, franchissant une porte arborant d'étranges symboles rouges. (Villas Boas affirme avoir pu mémoriser ces symboles, qu'il reproduisit plus tard à la demande des enquêteurs.) Dans cette salle, les êtres prélèvent des échantillons de sang au niveau de son menton. Après cela, il est amené dans une troisième pièce et laissé seul pendant environ une demi-heure. Pendant ce temps, une sorte de gaz se diffuse dans la pièce, qui rend Villas Boas très malade.

### L'accouplement
Peu après, à ce que prétend Villas Boas, il est conduit dans la salle par un autre humanoïde. Celui-ci, cependant, est une femelle, très attirante, et nue. Elle est de la même taille que les autres êtres qu'il a rencontrés, avec un visage « triangulaire » au menton petit et pointu et aux grands yeux bleus comme ceux d'un félin . Ses cheveux sont longs et blancs, voire blond platine, mais ses poils des aisselles et du pubis sont rouge vif. Villas Boas, qui rapporte avoir été fortement attiré par la femelle, a des rapports sexuels avec elle. Pendant l'acte, Villas Boas note que la femelle ne l'embrasse pas mais, plutôt, qu'elle lui pince le menton.
Quand tout est terminé, la femelle sourit à Villas Boas, frottant son ventre et faisant un geste vers le haut. Villas Boas y voit le signe qu'elle va élever leur enfant dans l'espace. La femelle semble soulagée que leur « tâche » soit terminée, tandis que Villas Boas lui-même s'irrite de n'avoir été qu'une sorte d'« étalon » pour les humanoïdes.

### La sortie
Villas Boas est invité par les humanoïdes à se rhabiller puis à faire le tour du vaisseau. Durant la visite, il essaie de prendre un objet ressemblant à une montre comme preuve de sa rencontre, mais est surpris par les humanoïdes qui l'en empêchent. Escorté ensuite hors de l'engin, il assiste au décollage et au départ du vaisseau brillant de mille feux. De retour chez lui, Villas Boas constate que quatre heures se sont écoulées.

## Les suites
Antonio Villas Boas devint plus tard avocat, se maria et eut quatre enfants. Il mourut en 1991. Il maintint l'histoire de son enlèvement présumé toute sa vie.

## Les doutes
Le chercheur Peter Rogerson doute de la véracité du récit de Villas Boas. Il fait remarquer que plusieurs mois avant que celui-ci ne fasse le récit de son prétendu enlèvement, le périodique O Cruzeiro avait publié un article sur une affaire similaire dans son numéro de 1957. Villas Boas aurait emprunté certains détails de ce premier récit, y ajoutant des éléments puisés dans les récits de George Adamski.
Peter Rogerson note en outre que la raison pour laquelle le récit de Villas Boas parut crédible est le préjugé selon lequel tout fermier de l'intérieur du Brésil ne peut être qu'un paysan illettré, incapable d'« inventer une telle histoire ». Le fait que les Villas Boas étaient propriétaires d'un tracteur montrait qu'ils appartenaient à une catégorie sociale bien au-dessus de celle des paysans. On sait désormais qu'Antonio Villas Boas était un jeune homme en pleine ascension sociale, qui suivait des cours par correspondance pour  devenir avocat (apprenant cela, les ovnilogues qui trouvaient Villas Boas trop simple d'esprit pour avoir fabriqué toute cette histoire, se mirent dès lors à soutenir qu'il était trop bourgeois et respectable pour se prêter à un tel simulacre).

## Sources
- Michel Marmin (dir.), Inexpliqué : Le monde de l'étrange, de l'insolite et du mystère, vol. 7, Bruxelles, Éditions Atlas, 1982, 239 p. (de 1442 à 1680), p. 1558-1560.